# Abaya

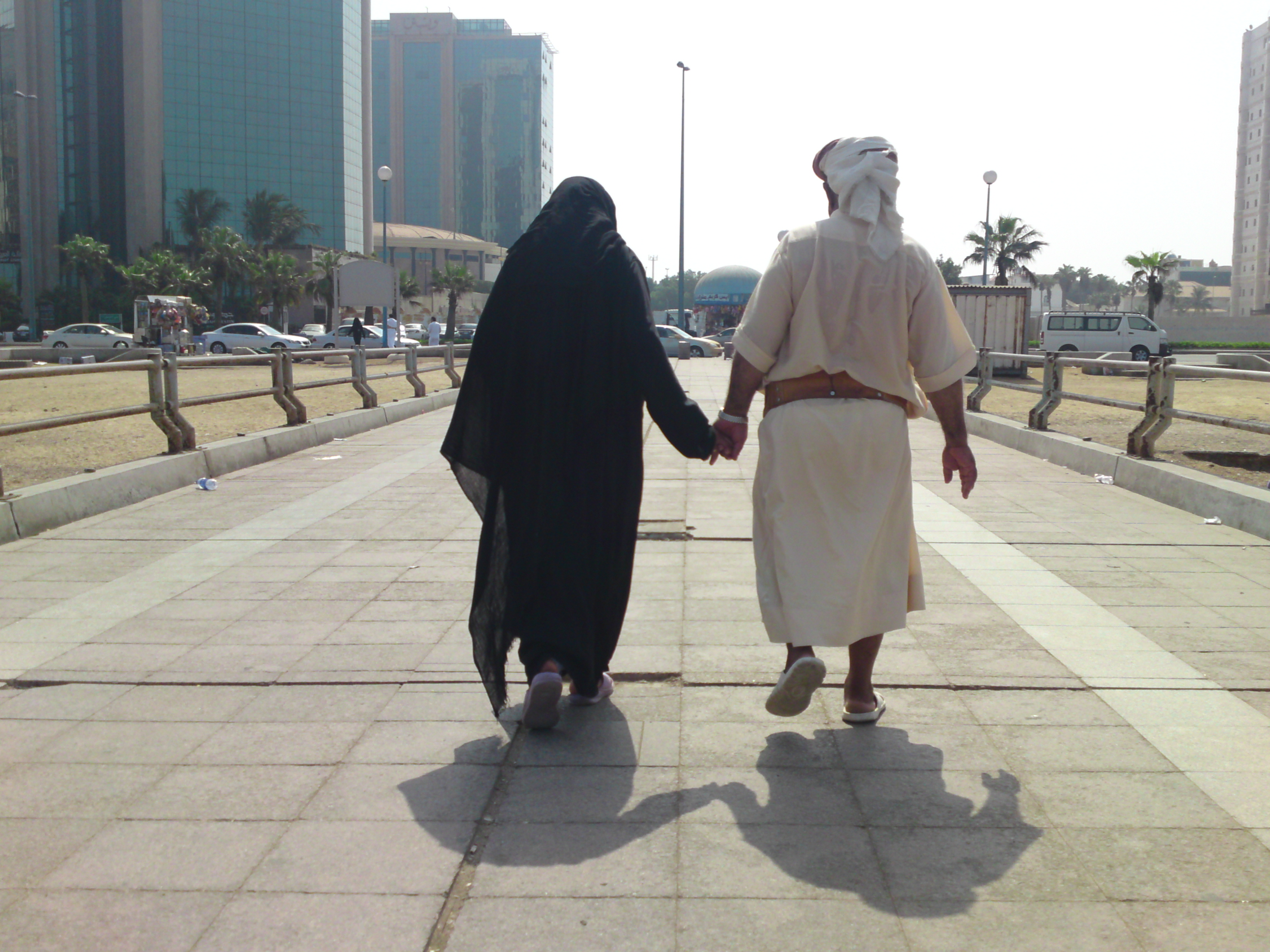
Ett arabiskt par. Kvinnan i svart till vänster bär abaya. Mannen i vitt till höger bär thawb.

Abaya (arabiska:  عباية,. pl abayat  , عبايات) är ett, vanligen svart, ytterplagg som (muslimska) kvinnor bär, företrädesvis på Arabiska halvön, över sina kläder (jämför hijab och jilbab). Plagget har både kulturell och religiös betydelse. Abayan liknar burqan bortsett från att burqan täcker hela ansiktet och ögonen. Männens motsvarande plagg kallas thawb, dishdash eller kandura.
Den religiösa betydelsen av kvinnors klädesdräkt i islam regleras framför allt av sura 24:31 i Koranen. Abayan har också en kulturell betydelse, och är en del av den nationella klädesdräkten i exempelvis Förenade Arabemiraten, Qatar och Saudiarabien. Därför kan abaya också bäras av kvinnor som inte är muslimer när de besöker ett arabiskt land. Enligt Saudiarabiens tolkning av sharia ska alla kvinnor bära abaya när de vistas i offentliga miljöer. Abaya kan också bäras av icke muslimska kvinnor i Förenade Arabemiraten, med flera länder.
Med abayan täcker kvinnan sin kropp och dess figur från topp till tå. Den äldre varianten av abaya, r’as abaya, är tillverkad i två tygstycken som sytts samman i höfthöjd, som sveps från huvudet och ner till marken, och hålls samman framtill med handen. På sidorna finns ärmar som räcker ner på handen. Den moderna abayan kan däremot designas i flera olika modeller. Ofta täcker inte abayan huvudet, då det är obligatoriskt att till den bära sjal, hijab (som inte täcker ansiktet) eller niqab (som täcker ansiktet utom ögonen). När kvinnor förr bar sin abaya tills den var utsliten, har modetrender påverkat bruket och kvinnor har som regel många abayat i sin garderob.
En abaya är normalt sett svart. R’as abaya kunde, i synnerhet under påverkan av indiskt klädbruk, prydas med broderier och stenar, men då företrädesvis svarta sådana. Moderna abayor är också ofta svarta, men kan vara broderade med guld- eller silvertråd och mer dekorerade med stenar. En abaya kan således vara ett mycket dyrbart klädesplagg. Efter nyåret 2016 lanserade Dolce and Gabbana en abayakollektion.
Under en abaya bärs kläder. Traditionellt har kvinnor burit sirwal (mycket vida byxor) och klänning (qamis), eller kjol och klänning under abayan. I synnerhet unga kvinnor kan numera under inflytande av västerländskt mode bära tighta jeans och top i stället under abayan. Saudiarabiens tolkning av sharia innebär dock att kvinnor under abayan bär löst sittande byxor eller kjol, och en topp som täcker axlar och mage.

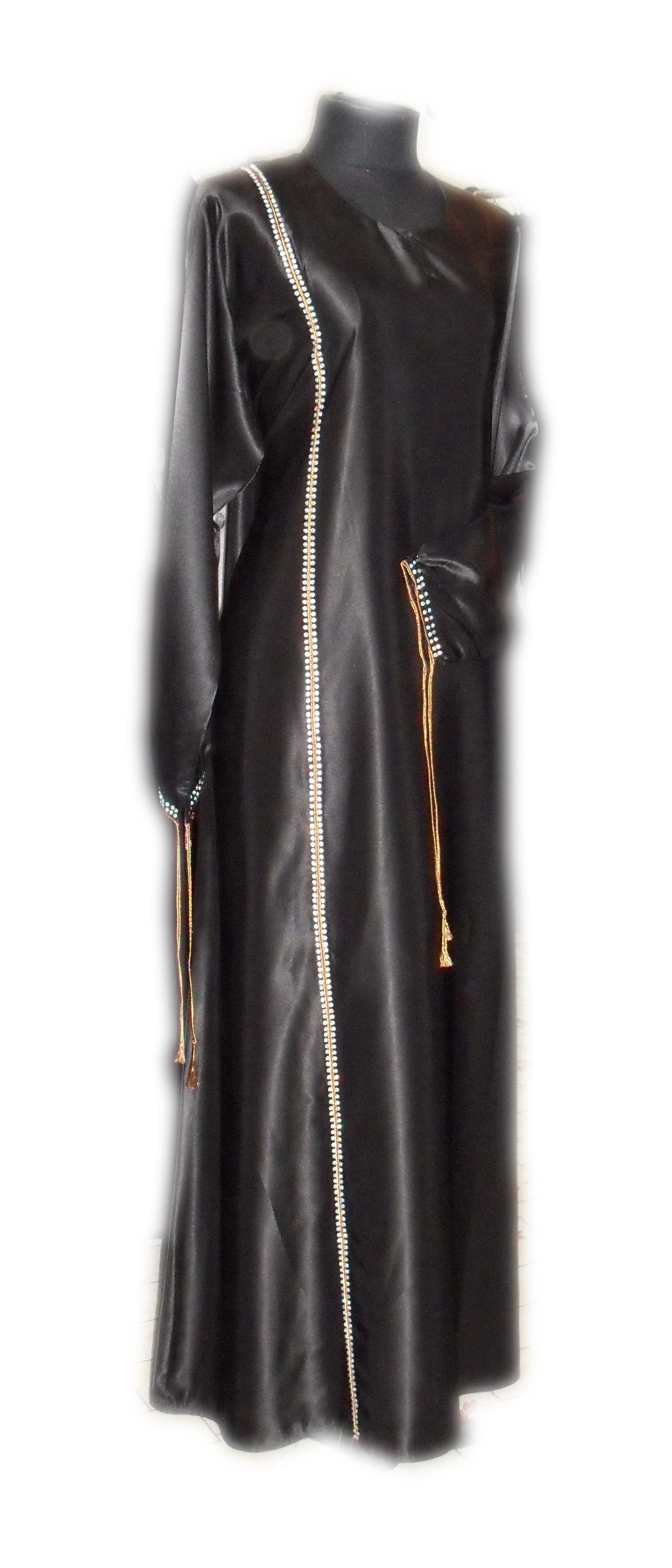
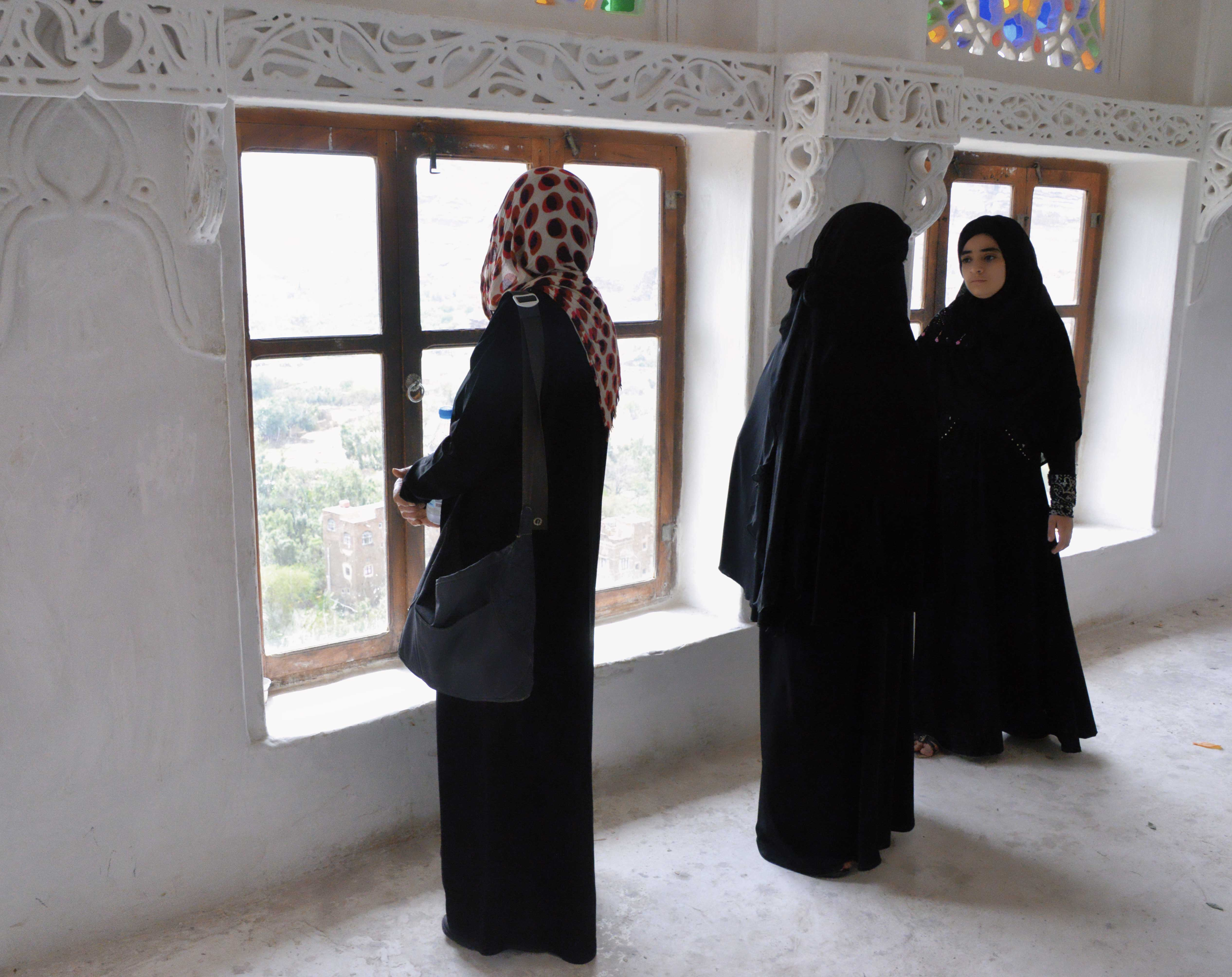
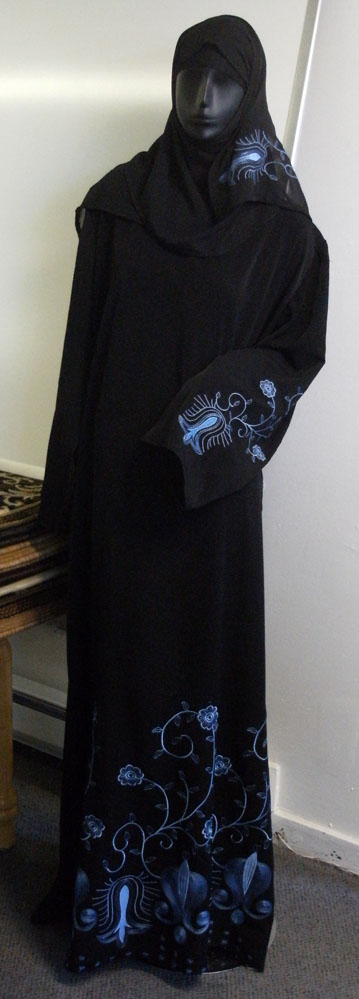
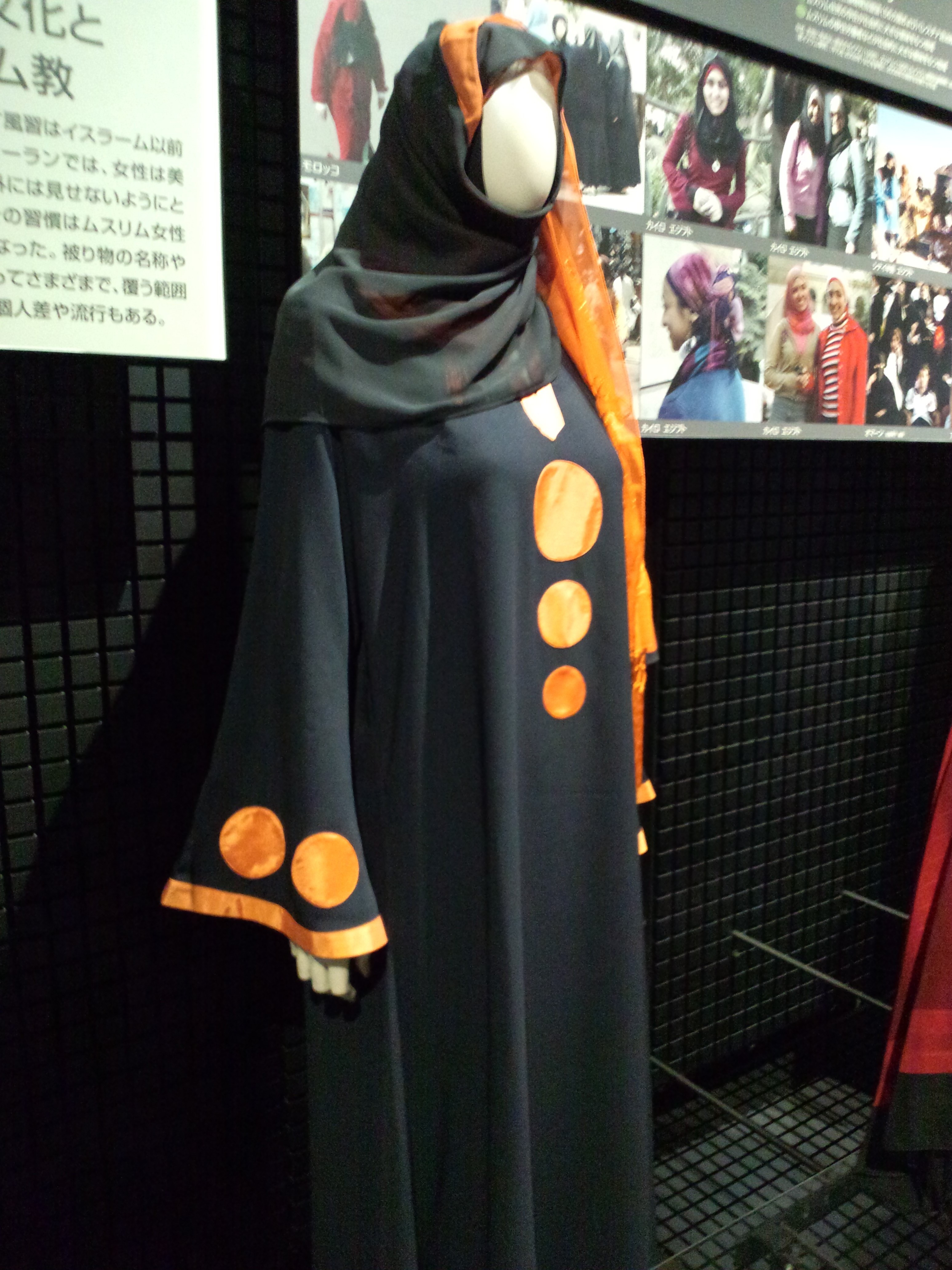
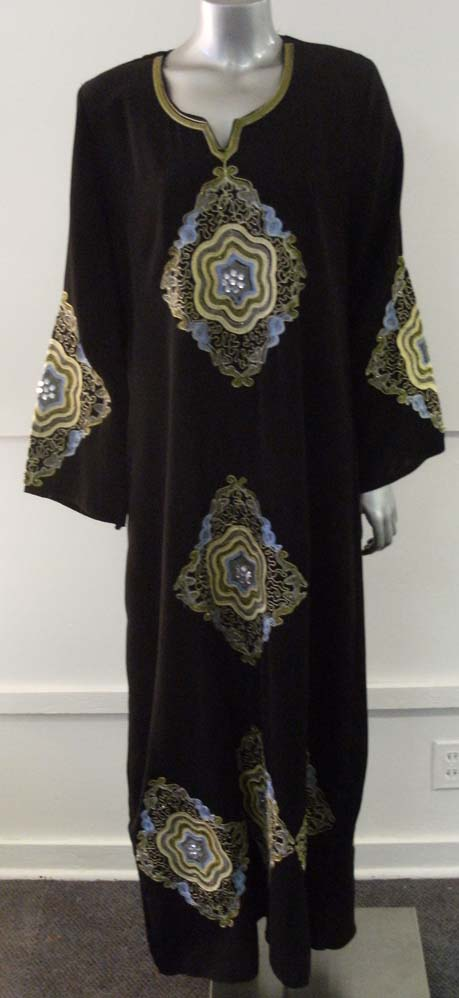
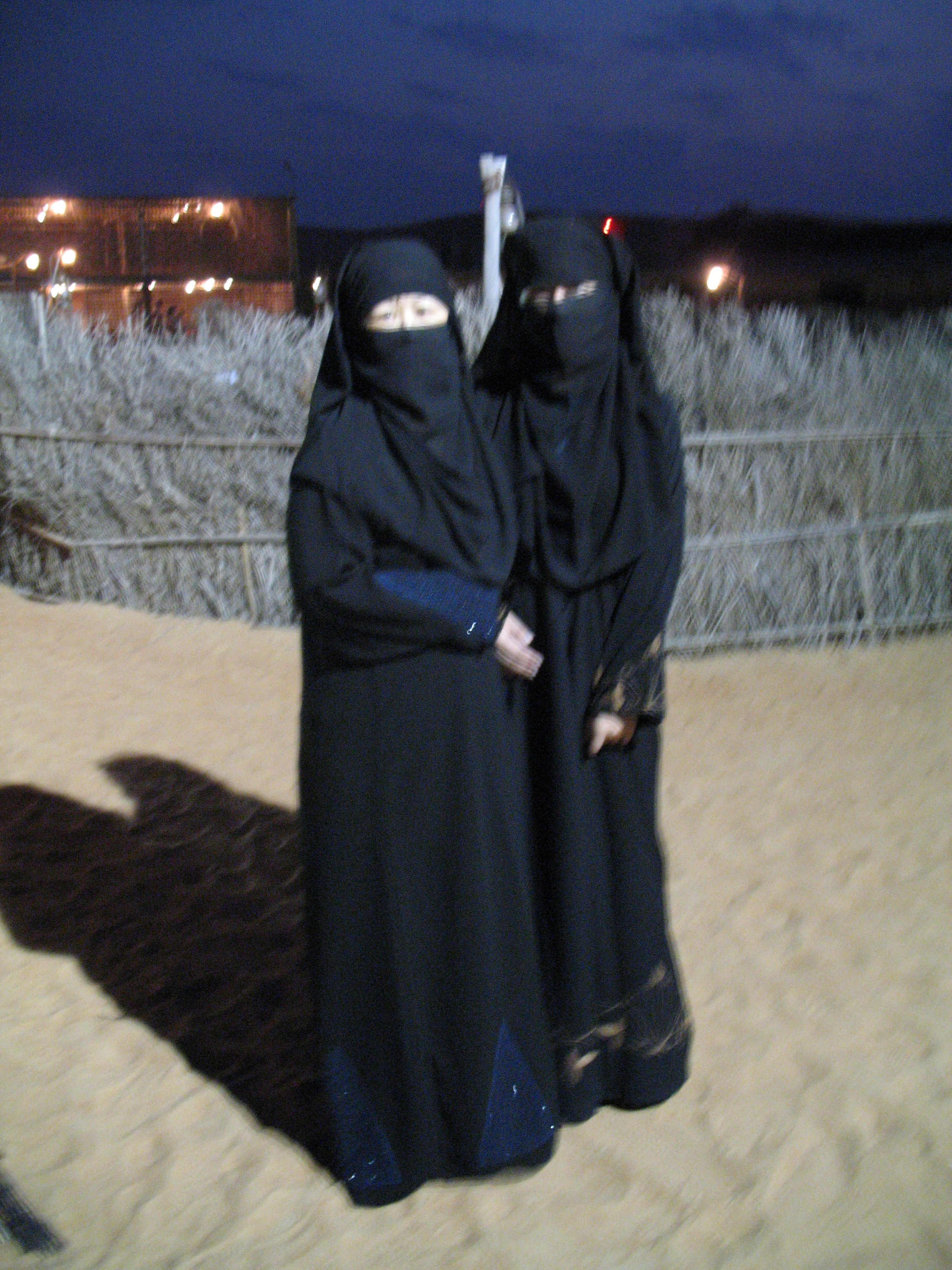